# Казелла, Жорж
Жорж Казелла (фр. Georges Casella; 1881 — 20 мая 1922) — французский журналист, писатель
, альпинист.
В отрочестве дружил с Марселем Прустом.
Автор многочисленных статей и рецензий, посвящённых новейшей литературе и частично собранных в книге «Странствия» (фр. Pèlerinages; 1918, статьи о Малларме, Золя, Роденбахе, Диккенсе, Марке Твене и др.); опубликовал также творческую биографию Ж. Рони-старшего (1907) и (в соавторстве с Э. Гобером) обзорное издание «Новая литература. 1895—1905» (фр. Le nouvelle littérature, 1895—1905).
Увлёкшись альпинизмом, написал популярное руководство по нему (фр. L'alpinisme; 1913) и два романа, действие которых происходит в горах и связано с опытом восхождений: «Головокружение вершин» (фр. Le vertige des cimes; 1907) и «Два пути» (фр. Les deux routes).
Возглавлял парижский литературный журнал Comœdia с осени 1919 г. (когда журнал вновь начал выходить после перерыва в связи с Первой мировой войной) и до конца жизни. Сохранил открытость издания новейшим веяниям в культуре и искусстве, сотрудничал, в частности, с Франсисом Пикабиа.
В 1910 г. дрался на дуэли на шпагах с музыкальным критиком Жаном Марно.